# Skuhrov u Havlíčkova Brodu
Skuhrov (deutsch Skuhrow, 1939–45 Skuchrow) ist eine Gemeinde in Tschechien. Sie liegt zehn Kilometer nordwestlich des Stadtzentrums von Havlíčkův Brod und gehört zum Okres Havlíčkův Brod.

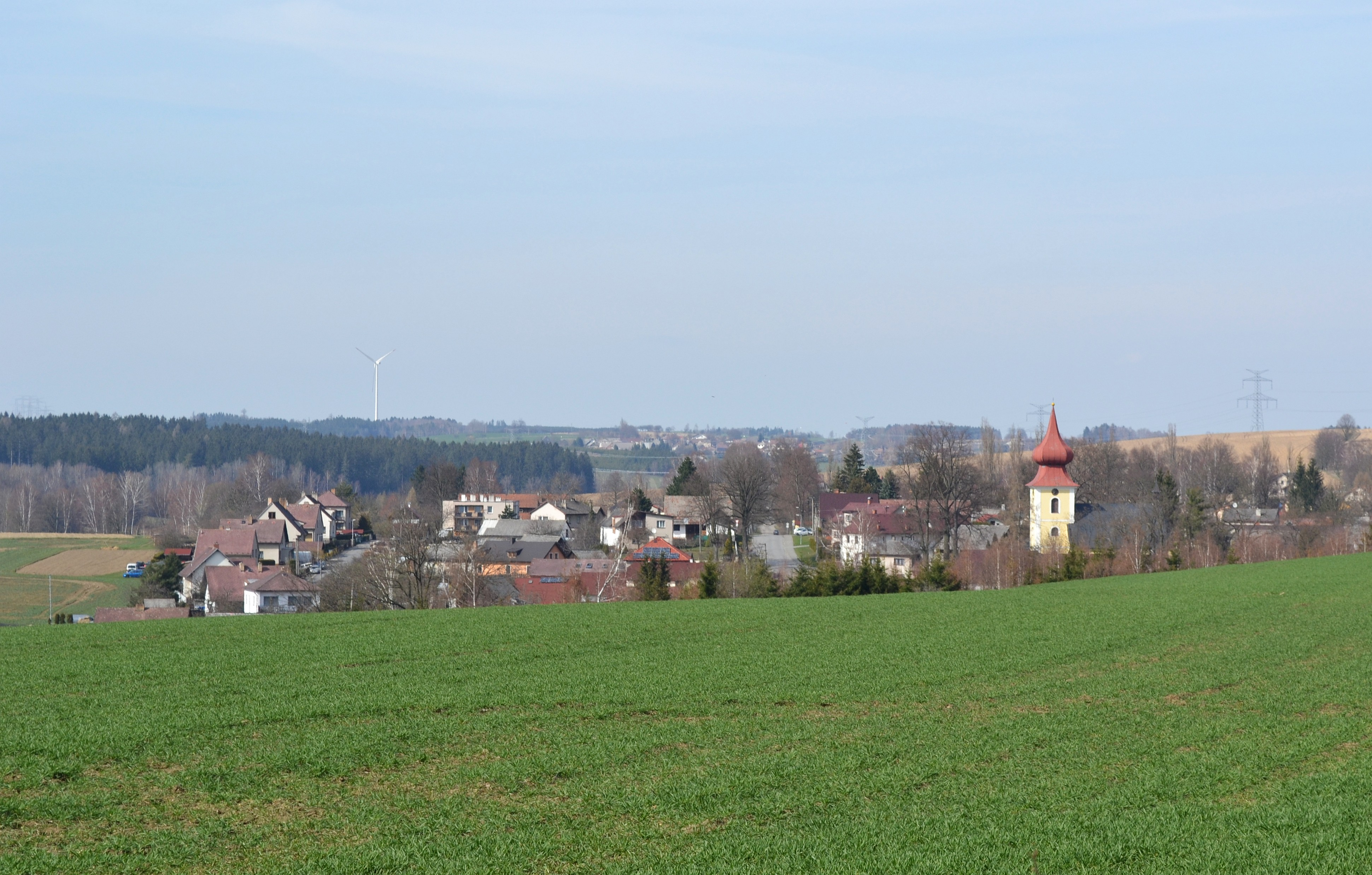
Ortsansicht Skuhrov

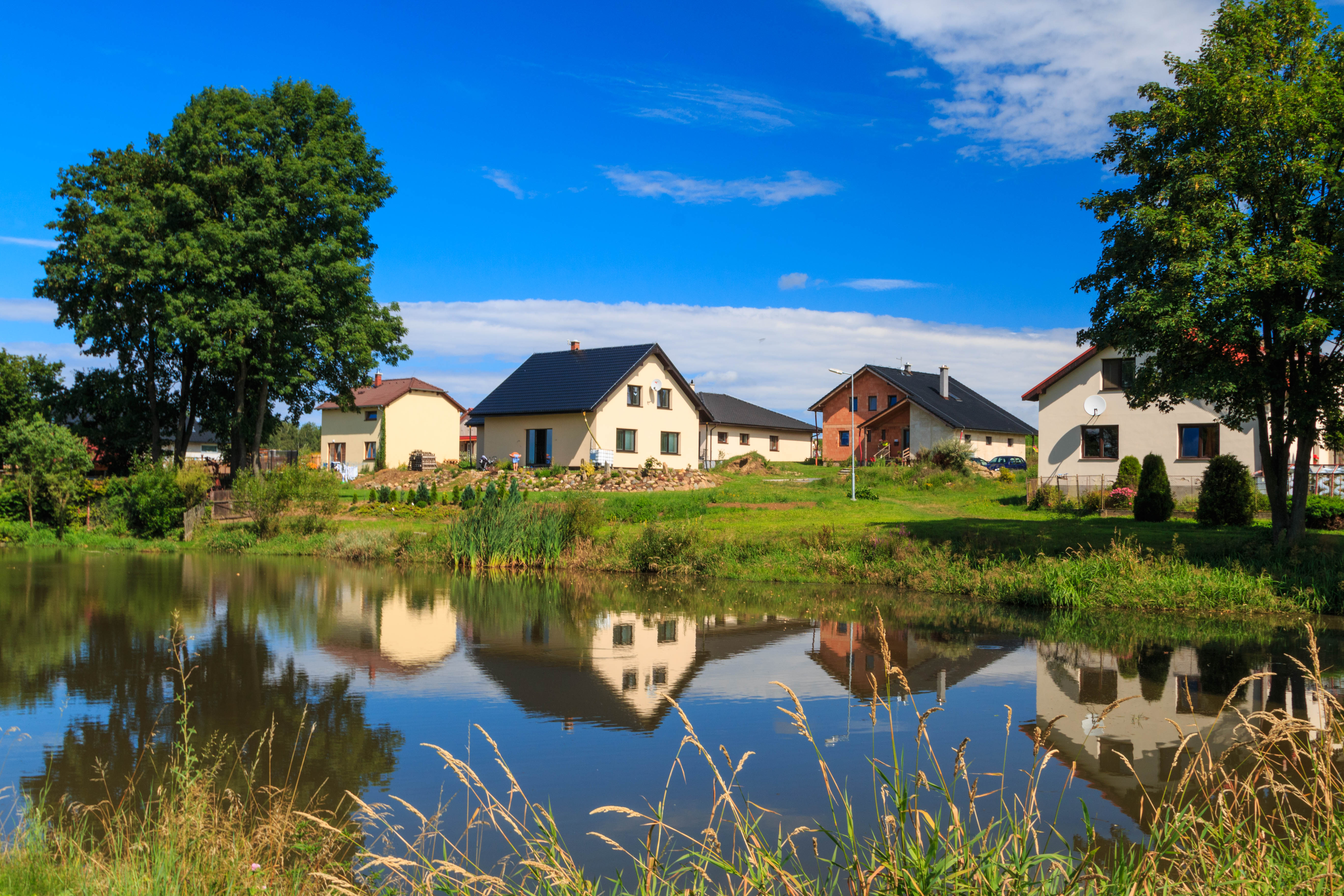
Teich am nördlichen Ortsrand

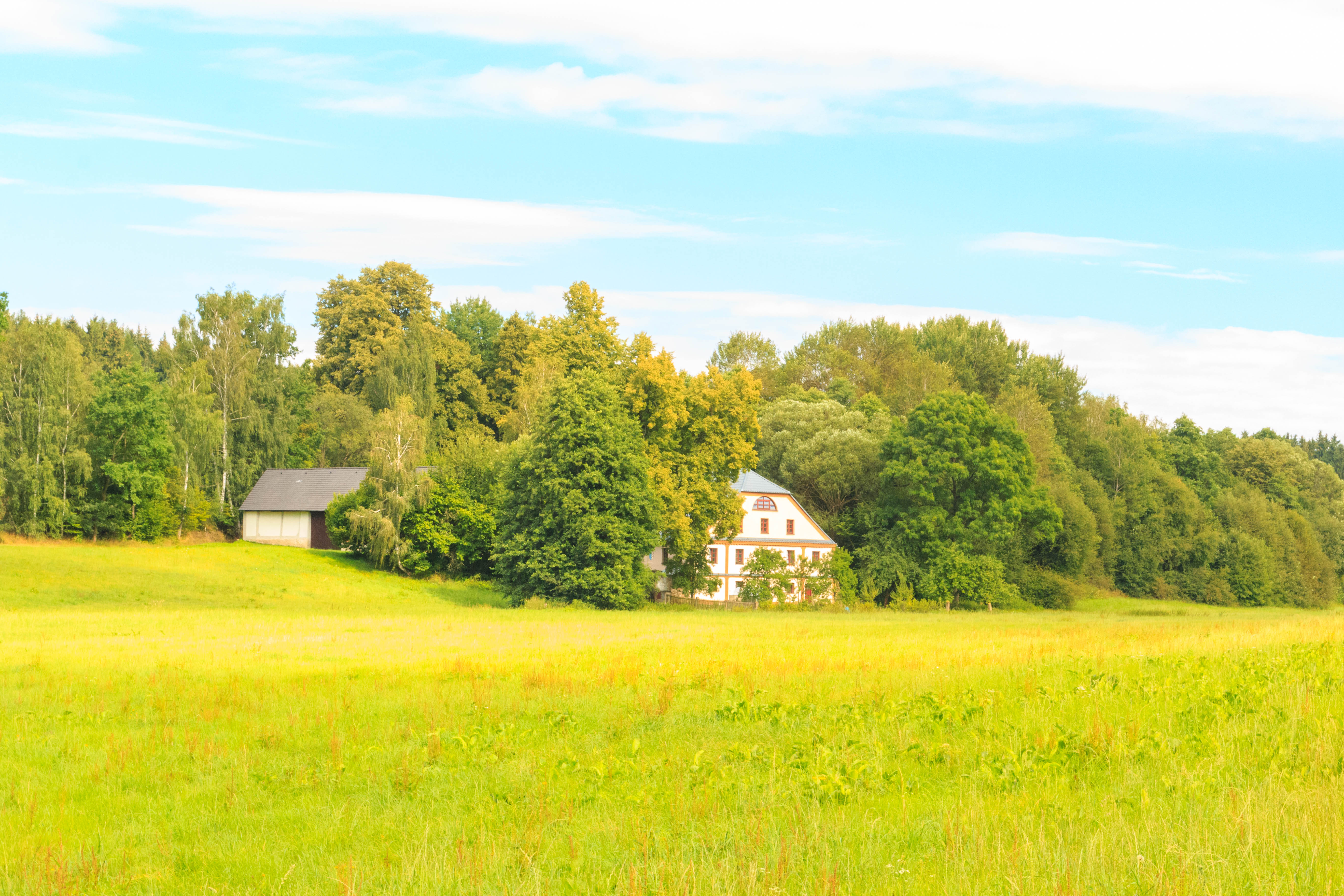
Boudův mlýn

## Geographie
Skuhrov befindet sich rechtsseitig über dem Tal des Baches Skuhrovský potok in der Hornosázavská pahorkatina (Hügelland an der oberen Sázava). Westlich des Dorfes fließt der Lučický potok. Im Norden erhebt sich der Vizáb (599 m n.m.), südöstlich der Volský vrch (Ochsenberg, 598 m n.m.) sowie im Südwesten der Horní Chlum (570 m n.m.) der Karpile (565 m n.m.) und der Olešenský vrch (499 m n.m.). Durch Skuhrov führt die Staatsstraße I/38 zwischen Habry und Havlíčkův Brod.
Nachbarorte sind Kámen, Jiříkov und Jedlina im Norden, Veselá, Sedletín und Rankov im Nordosten, Lysá und Olešná im Osten, Dolní Krupá, Karlov, Zbožice und Červený Důl im Südosten, Radostín, Veselý Žďár, Chlum und Dolní Chlum im Süden, Lučice, Mlýn Kozinec, Kopaniny und Janovec im Südwesten, Skuhrovský Mlýn, Komárov und Malčín im Westen sowie Boudův Mlýn, Šrámek und Tis im Nordwesten.

## Geschichte
Skuhrov wurde wahrscheinlich am Übergang vom 12. zum 13. Jahrhundert durch das Benediktinerkloster Wilmzell am Haberner Steig, einem alten Handelsweg nach Mähren, der zu dieser Zeit durch die Silberbergwerke bei Deutschbrod zunehmende Bedeutung erlangte, gegründet. Die erste schriftliche Erwähnung des Dorfes und der Pfarrkirche erfolgte 1352. Skuhrov gehörte bis zu den Hussitenkriegen mit 26 weiteren Dörfern zur Haberner Klosterherrschaft. Nach der Zerstörung des Klosters durch die Hussiten bemächtigten sich zunächst verschiedene weltliche Herren des umfangreichen Klosterbesitzes, schließlich fielen die Herrschaften Habry und Světlá König Sigismund zu. Dieser überließ sie nach 1429 Nikolaus I. Trčka von Lípa der, die Güter seiner Herrschaft Lipnice zuschlug. Die Pfarre Skuhrov erlosch während der Hussitenkriege. Mit der Verlegung des Herrschaftssitzes nach Světlá wurde Skuhrov Teil der Herrschaft Světlá. Nach der Ermordung von Adam Erdmann Trčka von Lípa konfiszierte Kaiser Ferdinand II. am 29. März 1634 dessen Güter und die seines Vaters Jan Rudolf Trčka von Lípa; das Konfiskationspatent wurde im Mai 1636 durch den  Reichshofrat in Wien bestätigt.
Ferdinand II. ließ die Herrschaft Světlá in landtäflige Güter zerstückeln und verkaufte sie Günstlingen. Skuhrov wurde der Herrschaft Habern zugeordnet, die 1636 der kaiserliche General Johann Reinhard von Walmerode auf Nymburk erwarb. Dieser zeigte wenig Interesse an dem neuen Besitz, fand dafür aber keinen Käufer. Im Jahre 1666 kaufte Johanna Eusebia Barbara Zdiarsky von Zdiar die Herrschaft Habry von den minderjährigen Walmerodschen Erben. Die angeheiratete Reichsgräfin Caretto di Millesimo verkaufte Habry 1681 an Johann Sebastian von Pötting und Persing auf Žáky. Adolph Felix von Pötting und Persing ließ die Kirche 1727 wieder herrichten und stiftete gemeinsam mit dem Kraupner Grundherrn Franz Leopold Schönowetz von Ungerswerth eine Pfarrei, zu der zwei Filialkirchen in Unter-Kraupen (bis 1762) und Lutschitz (bis 1787) gehörten. 1808 verkaufte Adolph von Pötting und Persing die Herrschaft Habern mit den angeschlossenen Gütern Tieß und Zboží an Johann von Badenthal, von dem sie 1814 sein Sohn Joseph erbte. 
Im Jahre 1840 bestand das im Caslauer Kreis an der Wiener Straße gelegene Dorf Skuhrow aus 43 Häusern, in denen 333 Personen, darunter eine jüdische Familie lebten. Unter herrschaftlichem Patronat standen die Pfarrkirche des hl. Nikolaus, die Pfarre und die Schule. Im Ort gab es zudem einen obrigkeitlichen Meierhof und ein Wirtshaus. Abseits lagen die Einschichten Baudisch bzw. Baudu (3 Häuser, darunter eine Mühle) und Mehlunka bzw. Melmuka. Skuhrow war Pfarrort für Radostin, Woleschna mit Rothenthal (Červený Důl), Wesela (Veselá) und Sedletin. Bis zur Mitte des 19. Jahrhunderts blieb Skuhrow der Herrschaft Habern untertänig.
Nach der Aufhebung der Patrimonialherrschaften bildete Skuhrov ab 1849 eine Gemeinde im Gerichtsbezirk Habern. Ab 1868 gehörte der Ort zum Bezirk Časlau. Franz von Puthon, der 1862 die Grundherrschaft Habern mit Tieß und Zboží erworben hatte, verkaufte sie 1869 an Franz Altgraf von Salm-Reifferscheidt-Hainspach auf Světlá. 
1869 hatte Skuhrov 362 Einwohner und bestand aus 44 Häusern. Nach dem Tode des Franz von Salm-Reifferscheidt fiel die Grundherrschaft 1887 seiner Schwester Johanna verw. von Thun und Hohenstein auf Klösterle und Žehušice zu, 1892 erbte ihr Sohn Joseph Oswald von Thun-Hohenstein-Salm-Reifferscheidt den Großgrundbesitz. Im Jahre 1900 lebten in Skuhrov 341 Menschen, 1910 waren es 371. 1930 hatte Skuhrov 314 Einwohner und bestand aus 69 Häusern. 1949 wurde die Gemeinde dem Okres Havlíčkův Brod zugeordnet. Beim Zensus von 2001 lebten in den 85 Häusern der Gemeinde 249 Personen.

## Gemeindegliederung
Für die Gemeinde Skuhrov sind keine Ortsteile ausgewiesen. Zu Skuhrov gehören die Einschichten Boudův Mlýn (Baudisch) und  Skuhrovský Mlýn (Melmuka).
Das Gemeindegebiet bildet den Katastralbezirk Skuhrov u Havlíčkova Brodu.

## Sehenswürdigkeiten

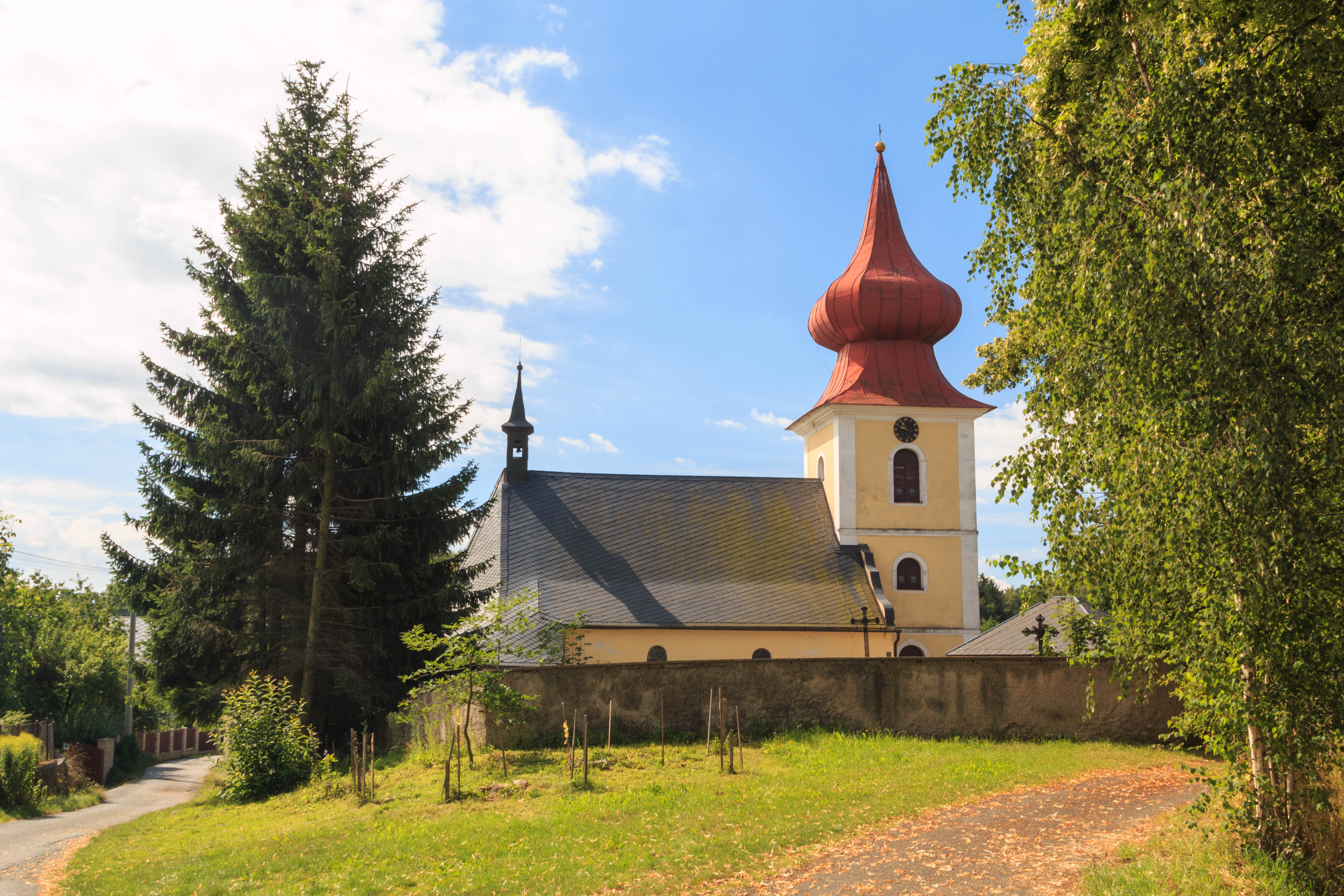
Kirche des hl. Nikolaus

- Kirche des hl. Nikolaus, sie entstand in der ersten Hälfte des 14. Jahrhunderts und wurde 1693, 1707–1712 sowie 1727 umgebaut. Den Kirchturm ließ Johann von Badenthal 1811 an Stelle des bisherigen hölzernen Glockenturmes anbauen. Im Innern befinden sich ein Hochaltar und zwei Seitenaltäre. Umgeben wird die Kirche von einem Friedhof mit einem barocken Totenhaus aus den Jahren 1707–1712.
- Barockes Pfarrhaus aus dem Jahre 1728
- Kapelle des hl. Florian, unweit der Straße nach Havlíčkův Brod, errichtet 1783
- Granitkreuz vor dem Haus Nr. 64, der Überlieferung nach soll es eines der Kreuze sein, die einst den Haberner Steig säumten